# AppleTalk
AppleTalk és un conjunt de protocols de xarxa d'Apple Inc. desenvolupats per als ordinadors Macintosh. AppleTalk inclou un nombre de característiques que permeten la connexió a xarxes d'àrea local sense configuració inicial prèvia o la necessitat d'un router centralitzat o servidor de qualsevol classe. Amb AppleTalk els sistemes assignen automàticament adreces IP, actualitzant l'espai de noms (namespace) distribuït, i es configura qualsevol requisit d'encaminament per al treball en xarxa.
AppleTalk va ser publicat el 1985, i era el protocol primari utilitzat pels dispositius Apple als anys 80 i 90 del segle xx. Altres versions foren publicades també per al PC d'IBM i compatibles, i per a l'Apple IIGS. També es donava suport a les impressores en xarxa (especialment les impressores de làser), alguns servidors d'arxius, i routers.
L'augment de TCP/IP durant els 1990s va conduir a una reimplementació de la majoria d'aquests tipus de suport en aquell protocol i, per tant, l'AppleTalk quedava sense suport a partir de la publicació de Mac OS X v10.6 el 2009. La majoria de les característiques d'autoconfiguració més avançades d'AppleTalk d'ençà han estat introduïdes en Bonjour, mentre que UPnP s'usa per a necessitats similars.